# Magosiense
El Magosiense es un término referente a la prehistoria africana que induce a confusión debido a los giros que ha sufrido el concepto que engloba.

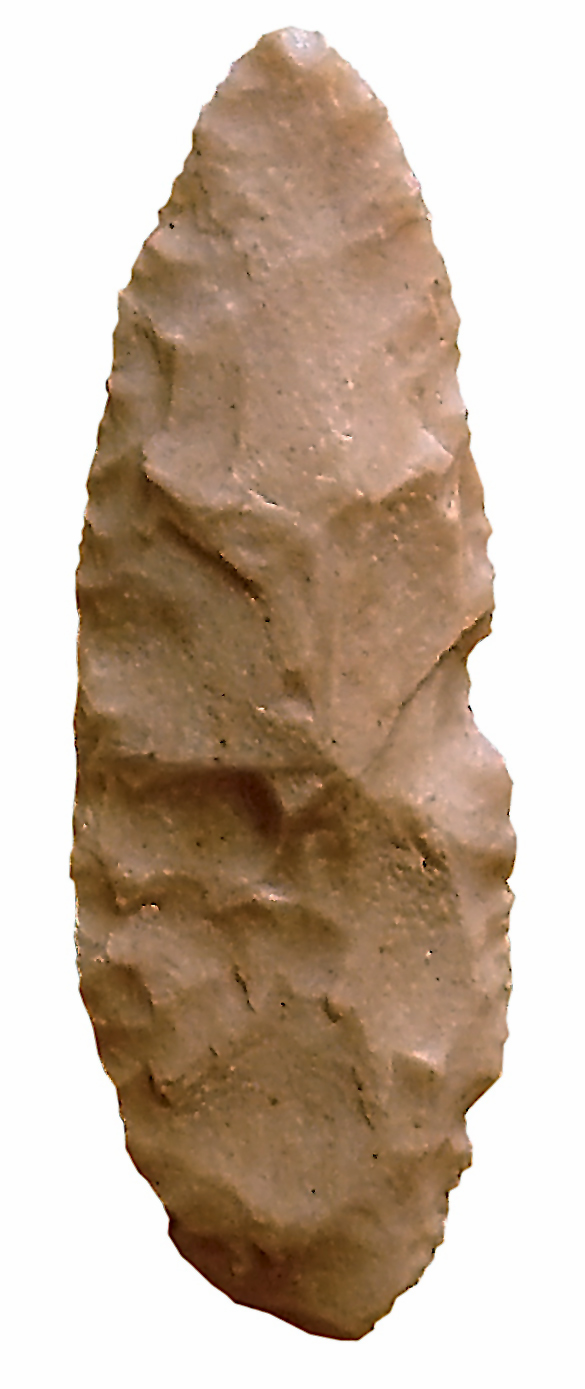
Pieza foliácea bifacial.

Inicialmente, allá por el año 1926, se definió un tipo de industria, a partir de los restos hallados en el yacimiento de Magosi (Uganda), los cuales reunían tanto piezas bifaciales, como núcleos Levallois y microlitos, dando una imagen de gran originalidad, teniendo en cuenta lo que se conocía hasta la fecha sobre la evolución de las industrias líticas. Siendo interpretada como una cultura de transición entre el Paleolítico Medio y el Superior en África heredera de la tradición macrolítica.
Estudios más recientes demostraron que las muestras de Magosi estaban mezcladas y que la interpretación que se había hecho del Magosiense era errónea. Por lo que el término en su acepción original cayó en desuso.
En 1953, J. Desmond Clark definió de nuevo la industria Magosiense en Kalambo Falls, como una cultura perteneciente a la Edad de Piedra Tardía (LSA), datable, con cierto margen de error, entre los 15 000 y 5000 años a. C.. Su industria lítica se caracterizaría por la tendencia a la leptolitización y la importancia creciente de microlitos laminares y geométricos (hojitas de borde abatido, trapecios, triángulos...) acompañadas de cuidadas piezas foliáceas finamente talladas. El Magosiense pudo evolucionar a partir del Stillbayense y del Lupembiense afectados por la poderosa influencia cultural del Wiltoniense.
- Datos: Q2560070